# Boulevard Louis-XIV (Lille)
Le   boulevard Louis-XIV est une voie de Lille.

## Situation et accès
La rue située au sud du quartier de Lille-Saint-Sauveur relie le boulevard de la Liberté à l’angle du boulevard Jean-Baptiste-Lebas au boulevard du Docteur-Calmette.
Du boulevard Jean-Baptiste-Lebas au boulevard du Docteur-Calmette, il donne accès, successivement, à gauche à la rue Molière, à droite à la rue Bichat, à gauche à la rue Frédéric-Mottez, à droite à la rue du Professeur-Calmette, à gauche à la rue du Professeur-Calmette et se termine au croisement avec le boulevard du Maréchal-Vaillant.
Il est desservi par la station de métro Lille Grand Palais.

## Origine du nom
La  rue rend hommage au roi Louis XIV qui a conquis Lille à la suite du siège de 1667. 

## Historique
Le boulevard est ouvert à la lisière des remparts médiévaux renforcés par Vauban dans les années 1670 démolis lors de l’agrandissement de Lille 1858 à l'intérieur d'une nouvelle enceinte. Il passe au sud de l’ancien fort Saint-Sauveur dont les bâtiments intérieurs ont été conservés, l’accès à ce domaine militaire étant situé rue du Réduit.
Le boulevard se terminait porte Louis-XIV ouverte dans le rempart des années 1860, au croisement avec le boulevard du Maréchal-Vaillant. Contrairement au boulevard de la Liberté bordé d’immeubles et d’hôtels particuliers dès la fin des années 1860 et au cours des années 1870, le boulevard est resté un espace presque désert jusque vers 1890.  L’école primaire supérieure Franklin, actuel collège Franklin, date de 1890, l’institut Pasteur est bâti de 1895-1899, l’école des Arts-et-Métiers ouvre en 1900.

## Description
La circulation est assez importante sur le boulevard à deux fois 2 voies bordées de larges trottoirs. 
C’est une voie peu commerçante, bordée en majorité d’établissements publics construits à la fin du   XIXe siècle (collège Franklin, école des Arts-et-Métiers, institut Pasteur, gendarmerie),  de quelques immeubles d’habitations construits à la même époque, de très peu d’immeubles récents.

## Bâtiments remarquables
- École nationale supérieure des arts et métiers de Lille
- Institut Pasteur de Lille
- Collège Franklin, ancienne école primaire supérieure de garçons (architecte Mongy)

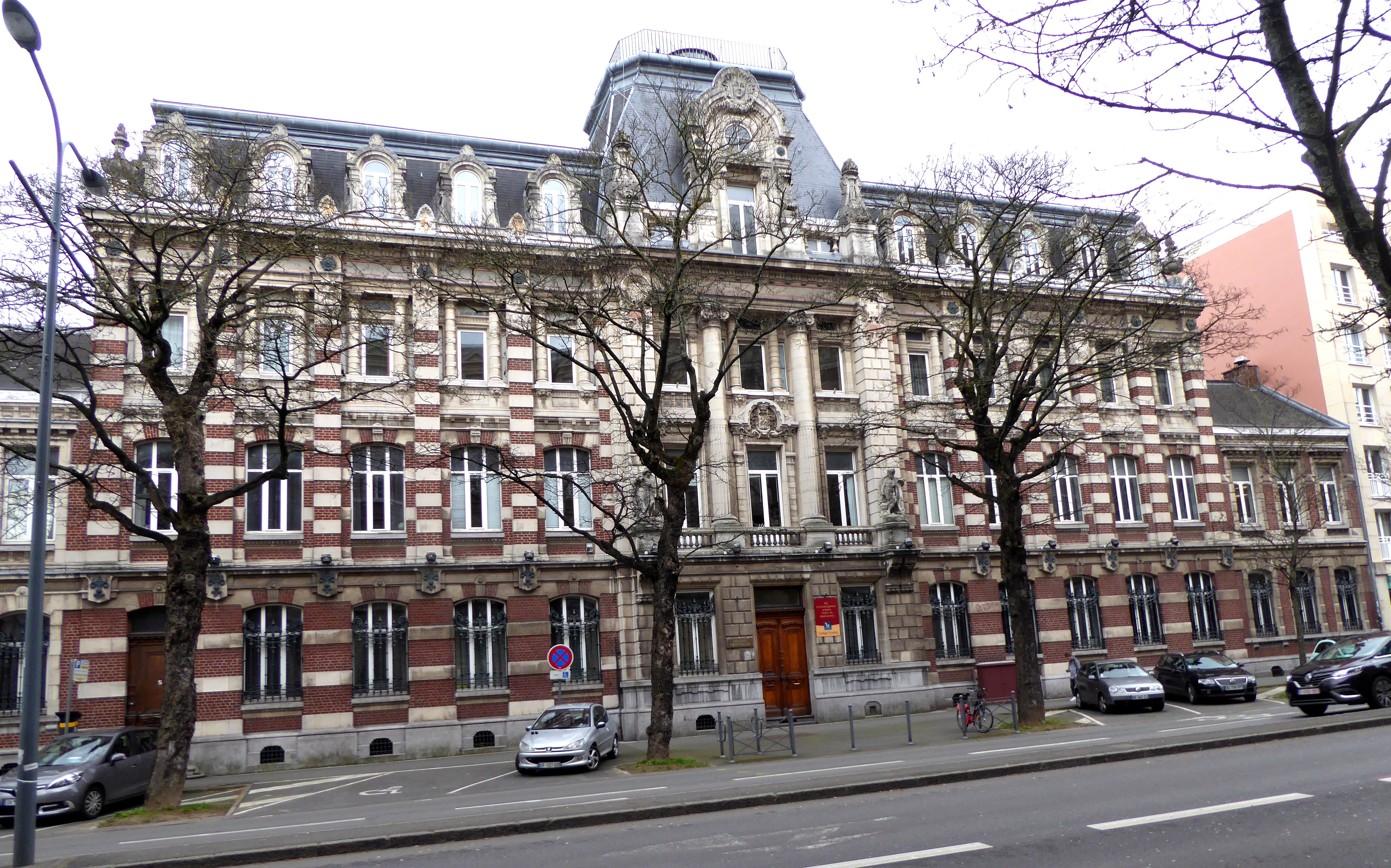
Collège Franklin
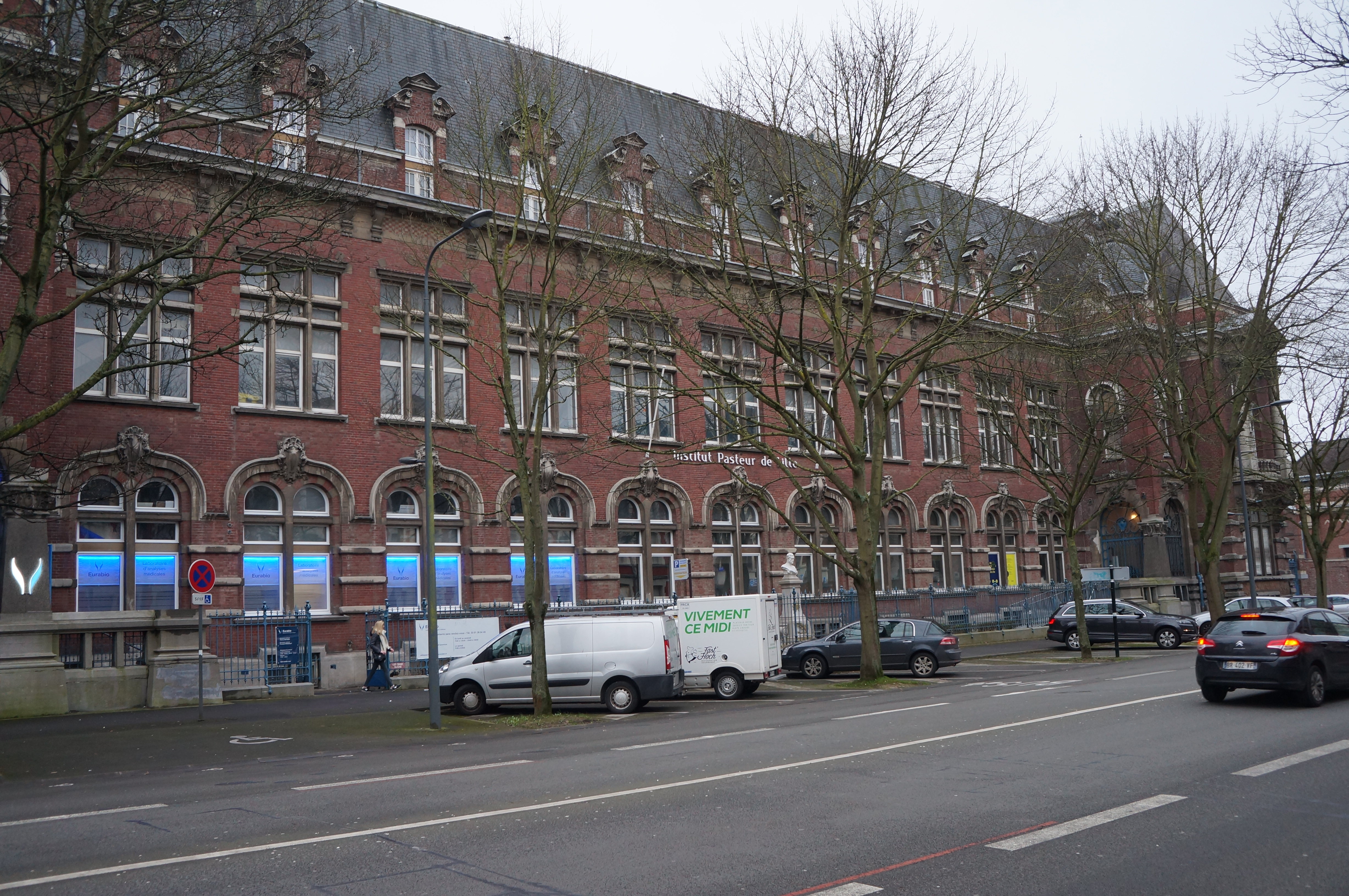
Institut Pasteur